# Ungaresca
Ungaresca is een Hongaarse dans die terug zou gaan tot de vijftiende eeuw.

## Geschiedenis
Deze Hongaarse dans is opgenomen in de Leuvense bundel met dansmuziek van uitgever Petrus Phalesius (Liber primus leviorum carminum, 1571) en in de bij Angelo Gardano in Venetië uitgegeven bundel van componist Giorgio Mainerio (Il primo libro di balli accomodati per cantar et sonar d'ogni sorte de instromenti, 1578). De dans wordt ook later nog geciteerd en verwerkt door componisten als Ferenc Farkas.